# Metropolia São Salvador da Bahia
Metropolia São Salvador da Bahia – metropolia Kościoła rzymskokatolickiego w Brazylii. Składa się z metropolitalnej archidiecezji São Salvador da Bahia i ośmiu diecezji. Została erygowana 16 listopada 1676 r. konstytucją apostolską Inter pastoralis papieża Innocentego IX. Od 2011 r. godność arcybiskupa metropolity sprawuje abp Murilo Krieger.
W skład metropolii wchodzą:
- Archidiecezja São Salvador da Bahia
  - Diecezja Alagoinhas
  - Diecezja Amargosa
  - Diecezja Camaçari
  - Diecezja Cruz das Almas
  - Diecezja Eunápolis
  - Diecezja Ilhéus
  - Diecezja Itabuna
  - Diecezja Teixeira de Freitas-Caravelas

Prowincja kościelna São Salvador da Bahia wraz z metropoliami Aracaju, Feira de Santana i Vitória da Conquista tworzą region kościelny Nordeste III, zwany też regionem Bahia i Sergipe.

## Metropolici
- Gaspar Barata de Mendonça (1676 – 1681)
- João da Madre de Deus Araújo (1682 – 1686)
- Manoel da Ressurreição (1687 – 1691)
- João Franco de Oliveira (1692 – 1701)
- Sebastião Monteiro da Vida (1701 – 1722)
- Ludovico Alvares de Figueiredo (1725 – 1735)
- José de Fialho (1738 – 1741)
- José Botelho de Matos (1741 – 1760)
- Manoel de Santa Ines Ferreira (1770 – 1771)
- Joaquim Borges de Figueroa (1773 – 1778)
- Antônio de São José Moura Marinho (1778 – 1779)
- Antônio Corrêa (1779 – 1802)
- José de Santa Escolástica Álvares Pereira (1804 – 1814)
- Francisco de São Damazo Abreu Vieira (1815 – 1816)
- Vicente da Soledade e Castro (1820 – 1823)
- Romualdo Antônio de Seixas Barroso (1827 – 1860)
- Manoel Joaquim da Silveira (1861 – 1874)
- Joaquim Gonçalves de Azevedo (1876 – 1879)
- Luiz Antônio dos Santos (1881 – 1890)
- Antônio de Macedo Costa (1890 – 1891)
- Jerónimo Thomé da Silva (1893 – 1924)
- Augusto Álvaro da Silva (1924 – 1968)
- Eugênio de Araújo Sales (1968 – 1971)
- Avelar Brandão Vilela (1971 – 1986)
- Lucas Moreira Neves (1987 – 1998)
- Geraldo Majella Agnelo (1999 – 2011)
- Murilo Krieger (od 2011)